# Campionati europei di salto ostacoli 1979
I Campionati europei di salto ostacoli 1979 si sono svolti a Rotterdam, nei Paesi Bassi. 

## Podi
| Evento           | Oro           | Argento           | Bronzo     |
| Gara individuale | Gerd Wiltfang | Paul Schockemöhle | Hugo Simon |
| Gara a squadre   | Regno Unito   | Germania Ovest    | Irlanda    |

## Medagliere
| Posiz. | Nazione        | Oro | Argento | Bronzo | Totale |
| ------ | -------------- | --- | ------- | ------ | ------ |
| 1      | Germania Ovest | 1   | 2       | 0      | 3      |
| 2      | Regno Unito    | 1   | 0       | 0      | 1      |
| 3      | Austria        | 0   | 0       | 1      | 1      |
| 3      | Irlanda        | 0   | 0       | 1      | 1      |
| Totale | Totale         | 2   | 2       | 2      | 6      |